# Historia universal de Paniceiros
Historia universal de Paniceiros es un libro escrito por Xuan Bello y publicado en 2002 que es la versión en castellano de su obra en asturiano Hestoria universal de Paniceiros. Obtuvo el Premio Ramón Gómez de la Serna de Narrativa en el año 2003.
Hestoria universal de Paniceiros es considerada una como una de las mejores obras de la literatura en asturiano y la de mayor relevancia para su autor.

## Sinopsis
En el libro se presentan cerca de medio centenar de textos como en un collage. Los textos son principalmente pequeños cuentos o fragmentos narrativos en los que se intercalan algunos poemas u otros fragmentos de texto. Si bien tiene una concepción unitaria, el texto resulta heterogéneo, rompiendo con los géneros y desconfiando "del valor de la anécdota trabada y que persigue la fragmentariedad".

## Premios
- Premio Ramón Gómez de la Serna de Narrativa[2] (2003)